# Alergijski rinitis
Alergijski rinitis je kronična upala sluznice nosa uzrokovana nekim od alergena. Najčešća je alergijska bolest sa sve većom pervalencijom. Javlja se u dva osnovna oblika: sezonski i trajni. U Europi jedna od tri osobe pogođena je simptomima alergijskog rinitisa. Socioekonomske posljedice ove alergije postaju sve veće opterećenje za zdravstvene sustave diljem svijeta.
 Kod mnogih pacijenata alergijski rinitis ostaje nedijagnosticiran, ondosno neliječen.
Kod sezonskog oblika smetnje se javljaju u određenom dijelu godine, obično u razdoblju cvatnje, a najčešći alergeni su peludi trava, stabala i korova. Simptomi obično počinju u ožujku i mogu potrajati do kraja listopada.
Kod trajnog (perenijalnog) oblika smetnje su prisutne većim dijelom godine, upravo zbog gotovo stalne izloženosti alergenima odgovornima za njegovu pojavu, a najčešći su grinje, kućna prašina, dlake životinja, tekstilna vlakna i sl.

## Vanjske poveznice
- PLIVAzdravlje - Kako razlikovati prehladu od alergijskog rinitisa?